# 一戸剛
一戸 剛（いちのへ つよし、1976年6月9日 - ）は、青森県野辺地町生まれのスキージャンプ選手、指導者。アシックス所属。以前はアインズに所属していた。娘の一戸くる実もスキージャンプ選手である。

## 来歴
野辺地若葉小学校4年生時よりクロスカントリースキーを始め、野辺地中学校3年生時にノルディック複合に転向。青森県立弘前工業高等学校2年生のとき、全国高校総体で3位入賞。早稲田大学卒業。2000年1月よりノルディック複合・ワールドカップBに出場し、ソルトレイクシティーオリンピック出場を目指していたが、2001年に「100メートル走っただけで腹が痛くなる。貧血で頭がフラフラする」という特定疾患・潰瘍性大腸炎という難病を患い医師から引退勧告を受ける。これによりクロスカントリーを含むため体への負担の大きいノルディック複合からスペシャルジャンプに転向した。
2004-2005年シーズンに頭角を現し、全日本選手権ジャンプ、HTBカップ国際スキージャンプ競技大会、UHB杯ジャンプ大会、札幌オリンピック記念国際スキージャンプ競技大会（兼スキージャンプ・コンチネンタルカップ）で優勝。FISスキージャンプ・ワールドカップの招待選手にも選ばれた。2006年、トリノオリンピック代表に選ばれ、個人ラージヒルと団体ラージヒルに出場。
2006-2007シーズンを目前に控え、2007年ノルディックスキー世界選手権札幌大会を記念して行われた伊藤杯サマージャンプファイナル大会（2006/10/22、大倉山）では1本目で最長不倒の134mをマークし、同じトリノ五輪代表組の葛西紀明（3位）、伊東大貴（4位）、岡部孝信（6位）各選手を抑えて堂々の優勝。
2007年4月6日、自身のブログで現役引退を表明するが、2009年4月1日に国内限定での現役復帰を表明、10月18日の伊藤杯サマーファイナル大倉山ジャンプ大会で現役復帰し、10位に食い込む好成績を残した。また、この年より母校早稲田大学スキー部ジャンプ部門のコーチを務めている。
2010年2月のくしろサッポロ氷雪国体ではジャンプ成年Bで2位入賞、さらに複合成年Bにも出場し、4位入賞した。
2010年サマージャンプでは妙高大会では、日本選手全選手が出場する中3位の成績。その後の白馬のサマージャンプ大会では同じく全選手参加の中2位。
ワールドカップでもポイントを取れる位置にきている。
2012年2月15日、岐阜県高山市の鈴蘭シャンツェで行われたぎふ清流国体のジャンプ成年男子Bで2位入賞。この大会の出場を以って現役引退。
所属はアシックス
現在　早稲田大学スキー部監督、ジャンプコーチ、学生スキー連盟ジャンプ強化委員長、ジャンプコメンテーターを務めている。

## 主な競技成績

### 冬季オリンピック
- 2006年トリノオリンピック（ イタリア）
  - 個人ラージヒル 25位
  - 団体ラージヒル 6位（伊東大貴、一戸剛、葛西紀明、岡部孝信）

### スキージャンプ・ワールドカップ
- 初出場 2003年1月26日  日本・札幌大倉山 - 46位
- 最高成績 2006年1月21日  日本・札幌大倉山 - 14位
- 最終出場 2006年12月16日  スイス・エンゲルベルク - 46位

### その他の大会
- 宮様スキー大会国際競技会ノルディックスキー・スペシャルジャンプ 優勝（2003年）
- 全日本スキー選手権大会ノルディックスキー・スペシャルジャンプ 優勝（2005年）
- HTBカップ国際スキージャンプ競技大会 優勝（2005年）
- UHB杯ジャンプ大会 優勝（2005年）
- 札幌オリンピック記念国際スキージャンプ競技大会 優勝（2005年）
- 国民体育大会冬季大会スキー競技会ノルディックスキー・スペシャルジャンプ成年B 優勝（2005年）

サマージャンプ
- UHB杯サマージャンプ大会 優勝（2003年）
- 伊藤杯サマーファイナル大倉山ジャンプ大会 優勝（2006年）